# Friedrich Waismann
Friedrich Waismann (21 de Março de 1896 – 4 de Novembro de 1959) foi um filósofo, físico e matemático austríaco. É melhor conhecido como membro do Círculo de Viena e assistente de Moritz Schlick.

## Filosofia da Linguagem e Positivismo Lógico
Próximo de Wittgenstein, chegou a ser considerado um representante da Filosofia da Linguagem. Sendo um filósofo conotado com o Positivismo Lógico, mais tarde manifestou-se contra as versões fenomenalistas do Positivismo Lógico com a introdução de um novo argumento suportado pelo conceito de “textura aberta”. As afirmações acerca dos objectos materiais nunca podiam ser idênticas a um conjunto de afirmações acerca de dados sensoriais, pois o objecto pode surpreender-nos ao exibir uma nova característica inesperada, da qual não se havia experimentado antes.
Os seus últimos trabalhos são conhecidos pela defesa do convencionalismo na lógica e na matemática. o convencionalismo é uma teoria que concede o primado às decisões ou à livre escolha entre alternativas igualmente possíveis, visando mostrar que o que parece ser objectivo ou determinado pela natureza é na verdade um artefacto resultante de convenções humanas semelhantes às convenções da etiqueta, da gramática ou do direito.

## Relações com Wittgenstein
Intermitentemente, de 1927 a 1936, Friedrich Waismann teve longas conversações com Ludwig Wittgenstein acerca de tópicos na área da filosofia da matemática e filosofia da linguagem.

## Exílio no Reino Unido
Com a ascensão do Nazismo na Alemanha e na Áustria, a maior parte dos membros do Círculo de Viena fugiram para outros países. Friedrich Waismann exilou-se no Reino Unido em 1937. Primeiro e por um breve período ensinou em Cambridge, e a partir de 1939 ensinou filosofia da matemática na Universidade de Oxford até à sua morte.

## Publicações
Alguns dos seus contributos mais importantes são: Einführung in das  mathematische Denken (1936) e The Principles of Linguistic Philosophy (1965).